# Mistrzostwa Świata w Szermierce 1935
Mistrzostwa Świata w Szermierce 1935 – 13. edycja mistrzostw odbyła się w szwajcarskim mieście Lozanna.

## Klasyfikacja medalowa
| Lp. | Państwo    | złoto | srebro | brąz | Razem |
| --- | ---------- | ----- | ------ | ---- | ----- |
| 1   | Węgry      | 4     | 1      | 2    | 7     |
| 2   | Francja    | 2     | 2      | -    | 4     |
| 3   | Włochy     | 1     | 2      | 2    | 5     |
| 4   | Szwecja    | 1     | 1      | -    | 2     |
| 5   | Austria    | -     | 2      | -    | 2     |
| 6   | III Rzesza | -     | -      | 3    | 3     |
| 7   | Belgia     | -     | -      | 1    | 1     |

## Medaliści

### Mężczyźni
| Złoto | Srebro | Brąz                                                                                          |
| Floret | |                                                                                               |
| Édward Gardère                                                                                              | Giorgio Bocchino | Gustavo Marzi                                                                                 |
| Włochy · Giorgio Bocchino · Giulio Gaudini · Gustavo Marzi · Giuliano Nostini · Ugo Purcaro · Ciro Verratti | Francja · René Bondoux · René Bougnol · André Gardère · Édward Gardère · René Lemoine                                   | Węgry · Béla Bay · Pál Dunay · Aladár Gerevich · János Hajdú · Ferenc Idranyi · Lajos Maszlay |
| Szpada | |                                                                                               |
| Hans Drakenberg                                                                                             | Paul Deydier | Saverio Ragno                                                                                 |
| Francja · Georges Buchard · Philippe Cattiau · Marcel Desprets · Paul Deydier · Michel Pécheux              | Szwecja · Gustav Almgren · Hans Drakenberg · Gustaf Dyrssen · Carl Gripenstedt · Bertil Uggla · Carl Johan Wachtmeister | III Rzesza · Eugen Geiwitz · Heinz Heigl · Siegfried Lerdon · Stefan Rosenbauer               |
| Szabla | |                                                                                               |
| Aladár Gerevich                                                                                             | Imre Rajczy | László Rajcsányi                                                                              |
| Węgry · Tibor Berczelly · Aladár Gerevich · Endre Kabos · Lajos Maszlay · László Rajcsányi · Imre Rajczy    | Włochy · Giulio Gaudini · Gustavo Marzi · Aldo Masciotta · Aldo Montano · Vincenzo Pinton · Emilio Salafia              | III Rzesza · Julius Eisenecker · Hans Esser · August Heim · Heinrich Moos · Richard Wahl      |

### Kobiety
| Złoto                                                                             | Srebro                                                                                          | Brąz                                                               |
| Floret                                                                            |                                                                                                 |                                                                    |
| Ilona Elek                                                                        | Ellen Preis                                                                                     | Jenny Addams                                                       |
| Węgry · Erna Bogáti · Ilona Elek · Margit Elek · Györgyné Rozgonyi · Ilona Vargha | Austria · Elisabeth Grasser · Hilde Misof · Ellen Preis · Frieda von Gregurich · Fritzi Wenisch | III Rzesza · Hedwig Haß · Henni Jüngst · Olga Oelkers · Leni Oslob |